# Mistrzostwa Świata w Judo 1973
8. Mistrzostwa Świata w Judo odbyły się w dniach 21–24 czerwca 1973 r. w szwajcarskej Lozannie. Rywalizowali w nich tylko mężczyźni w pięciu kategoriach wagowych i jednej otwartej.

## Klasyfikacja medalowa
| Miejsce | Państwo         |   |   |    | Razem |
| ------- | --------------- | - | - | -- | ----- |
| 1       | Japonia         | 6 | 4 | 1  | 11    |
| 2       | NRD             | 0 | 1 | 3  | 4     |
| .       | ZSRR            | 0 | 1 | 3  | 4     |
| 4       | Wielka Brytania | 0 | 0 | 2  | 2     |
| 5       | Kuba            | 0 | 0 | 1  | 1     |
| .       | Polska          | 0 | 0 | 1  | 1     |
| .       | RFN             | 0 | 0 | 1  | 1     |
| Razem   | Razem           | 6 | 6 | 12 | 24    |

## Medaliści

### Mężczyźni
| Konkurencja: | Złoto:            | Srebro:             | Brąz:                                  |
| −63kg        | Yoshiharu Minami  | Takao Kawaguchi     | Shengeli Pitskhelauri Héctor Rodríguez |
| −70kg        | Toyokazu Nomura   | Dietmar Hötger      | Anatolij Nowikow Kazuo Yoshimura       |
| −80kg        | Shozo Fujii       | Isamu Sonoda        | Bernd Look Antoni Reiter               |
| −93kg        | Nobuyuki Sato     | Takafumi Ueguchi    | Dietmar Lorenz David Starbrook         |
| +93 kg       | Chonosuke Takagi  | Dzhibilo Nizharadze | Siergiej Nowikow Keith Remfry          |
| Open         | Kazuhiro Ninomiya | Haruki Uemura       | Wolfgang Zuckschwerdt Klaus Glahn      |